# فرانسیسکو مونتانس
فرانسیسکو مونتانس (انگلیسی: Francisco Montañés؛ زادهٔ ۸ اکتبر ۱۹۸۶) بازیکن فوتبال اهل اسپانیا است.
از باشگاه‌هایی که در آن بازی کرده‌است می‌توان به باشگاه فوتبال اسپانیول، باشگاه فوتبال بارسلونا سی، باشگاه فوتبال رئال ساراگوسا، باشگاه فوتبال آلکورکون، باشگاه فوتبال بارسلونا بی، و باشگاه فوتبال بارسلونا اشاره کرد.
وی همچنین در تیم‌های ملی فوتبال زیر ۱۶ سال اسپانیا، زیر ۱۹ سال اسپانیا، زیر ۲۱ سال اسپانیا، و زیر ۲۳ سال اسپانیا بازی کرده‌است.